# Don Juan de España
Don Juan de España es una obra de teatro en seis actos firmada por Gregorio Martínez Sierra, estrenada en 1921, pero escrita por María Lejárraga, su esposa. Fue estrenada en el contexto del Teatro de arte dirigido por Gregorio Martínez Sierra, en el que la crítica resaltó la belleza y adecuación de trajes y decorados.

## Argumento
Revisión del mito de Don Juan, que lo presenta a los 40 años. En Aragón intenta seducir a la joven Casilda. Sin embargo, cuando descubre que en realidad es su hija natural, huye horrorizado. En Sevilla se enamora de la gitana Constancilla, que muere en una reyerta intentando defenderlo. Se topa entonces con una Dama envuelta en un velo negro que resulta ser la Muerte. A su visión, Don Juan se reforma y se dedica a los más necesitados, hasta que un buen día es apuñalado cuando intenta interponerse en una riña callejera. Una bella joven acude a socorrerlo y Don Juan muere en sus brazos. La obra recorre varios países (Italia, Flandes...), respondiendo a la obsesión de aquel tiempo de quebrar la unidad de tiempo y lugar y para cuya ambientación fueron esenciales las decoraciones diseñadas por Manuel Fontanals.

## Estreno
- Teatro Eslava, Madrid, 18 de noviembre de 1921. Estreno.[3]
  - Escenografía: Manuel Fontanals y Sigfrido Burmann.
  - Intérpretes: Ramón Martori, Sta. Barrón, Rafaela Satorrés, María Corona, Consuelo Torres, F. del Castillo, Manuel Collado.
  - Música: Conrado del Campo.